# Van Houten (chocolate)
Van Houten es una marca de chocolate en polvo sin azúcar añadido.

## Historia

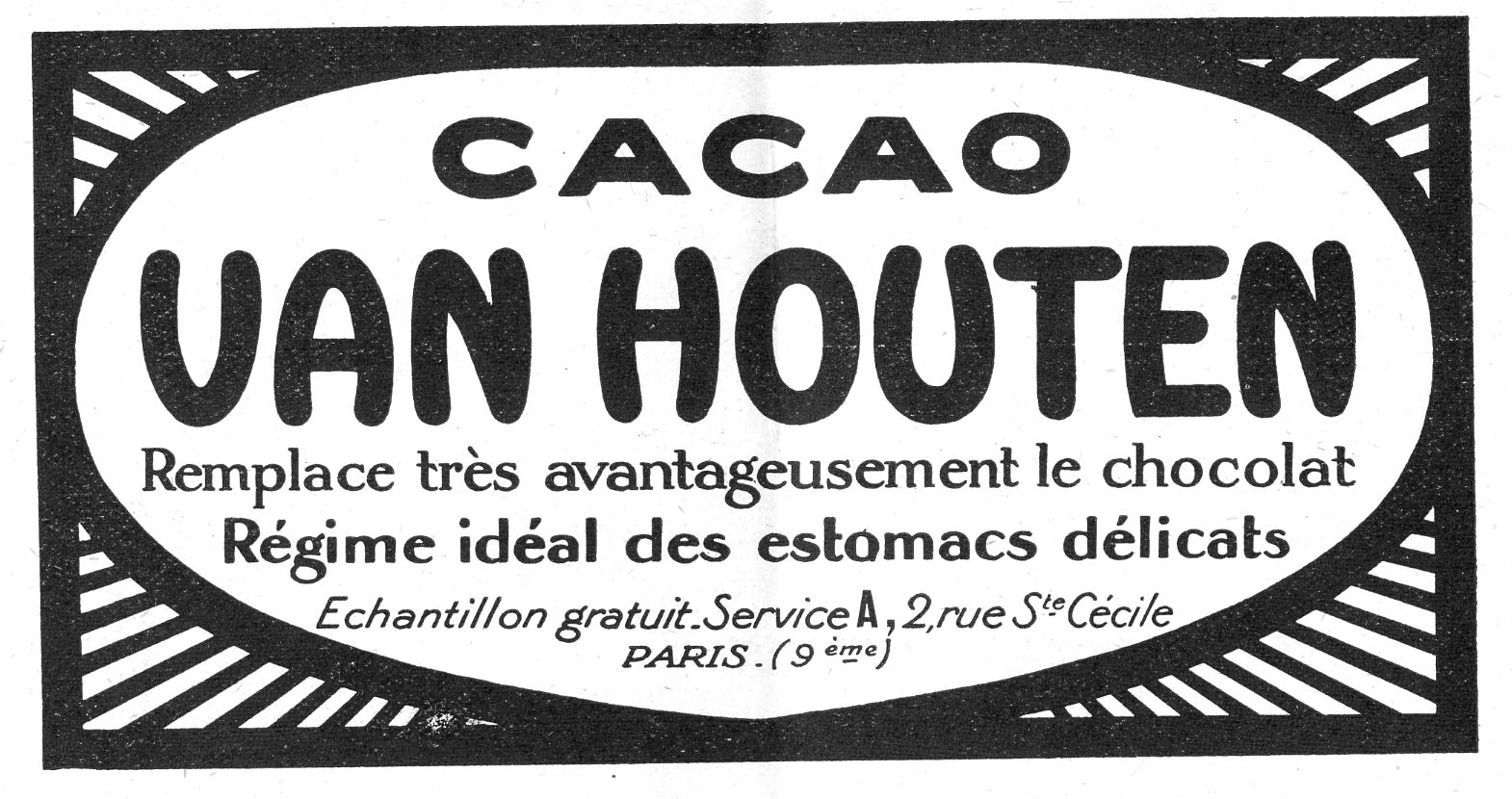
Anuncio en un periódico francés (La Ilustración, 1923)

La empresa fue fundada en 1815 en Ámsterdam por Coenraad Johannes van Houten. En 1828, inventó un procedimiento que permite extraer del cacao un polvo fácilmente soluble en agua o en leche, lo que incrementó rápidamente la fortuna de la empresa. Desde la segunda mitad del siglo XIX, la marca comenzó a ser conocida en todo el mundo. La empresa estableció fábricas en Francia, Alemania, Gran Bretaña, Estados Unidos y Singapur.
En 1986 fue adquirida por el grupo Jacobs Suchard. Desde 2000, forma parte del grupo suizo Barry Callebaut.